# Paulo Henrique Couto Machado
Paulo Machado é um poeta brasileiro, participante da literatura dos anos 70 (rotulada de “Geração (do) Mimeógrafo” ou Geração de 70) e posteriores.

## Biografia
Paulo  Henrique Couto Machado nasceu em Teresina (Piauí), no dia 23 de julho de 1956. Poeta, contista, cronista e historiador. Chegou a ser aprovado no curso de Medicina, pela Universidade Federal do Piauí, mas desistiria em breve para se tornar advogado. Defensor público. Formou-se em Direito pela Universidade Federal do Piauí (UFPI), especializando-se em Direito Agrário. “Na década de setenta, fez política estudantil e editou, ao lado de companheiros de geração, o jornal mimeografado "ZERO". Integrou o grupo responsável pela edição do jornal alternativo "Chapada do Corisco", em 1976 e 1977, em Teresina.” 1.
Também colaborou em revistas alternativas de poesia, como Ciranda (1976), além de editar o jornal Floretim (1984), “dois órgãos que motivaram movimentos culturais em Teresina nas décadas de 70 e 80”, de acordo com informação do crítico literário e antologista Assis Brasil 2.
Participante ativo da vida cultural piauiense desde a década de 70, ganhou vários prêmios de literatura na prosa de ficção (contos) e nos concursos de poesia, além de igualmente ter participado de várias antologias poéticas. Integrante da comissão editorial de literatura da revista cultural Pulsar, desde 1997 até a atualidade.

## Obras
- Tá Pronto, Seu Lobo ? ( Poemas – 1978 )
- A Paz Do Pântano ( Poemas – 1982 )
- "Post Card" (Poema, Teresina, FCMC, 1992)
- As Trilhas Da Morte (Ensaio histórico, Teresina, Corisco, 2002)